# 나탈리야 다비도바
나탈리야 아나톨리이우나 다비도바(우크라이나어: Наталія Анатоліївна Давидова, 1985년 7월 22일~)는 우크라이나의 역도 선수이다.

## 경력
2005년 5월 대한민국 부산에서 열린 2005년 세계 주니어 선수권 대회 라이트헤비급에서 총 233kg의 기록으로 러시아의 타티야나 마트베예바와 나데즈다 옙스튜히나의 뒤를 이어 동메달을 획득했다. 같은 해 11월 카타르 도하에서 열린 2005년 세계 선수권 대회 라이트헤비급에서 7위를 기록했다. 2006년 10월 도미니카 공화국의 산토도밍고에서 열린 2006년 세계 선수권 대회 라이트헤비급에서는 총 237kg을 기록하여 러시아의 옥사나 슬리벤코와 마트베예바, 캐나다의 진 라슨의 뒤를 이어 4위에 올랐다.
2007년 태국 치앙마이에서 열린 2007년 세계 선수권 대회 라이트헤비급에서 총 244kg을 기록하여 러시아의 슬리벤코와 중화인민공화국의 류춘훙의 뒤를 이어 동메달을 획득했다. 2008년 8월 중국 베이징에서 열린 2008년 하계 올림픽 역도 라이트헤비급에서 총 250kg의 기록으로 슬리벤코와 류춘훙의 뒤를 이어 동메달을 획득했으나 2016년 11월 17일 국제 올림픽 위원회(IOC)가 도핑 샘플 재검사를 통해 금지 약물 성분이 검출되었음을 확인하면서 메달이 박탈되었다.